# IDE Technologies
IDE Tecnologies (en hebreu: IDE טכנולוגיות) és una empresa israeliana de dessalinització d'aigua. La companyia va ser fundada el 1965. Les seves instal·lacions estan al Parc Industrial Hasharon a Tzoran-Kadima, Israel. El seu director és Asaf Bartfeld, i el seu president executiu és Avshalom Felber.
L'empresa ha construït plantes de dessalinització a Hadera, Ashkelon i a Soreq. En 2013, va acordar dissenyar la planta de dessalinització de Carlsbad, a Califòrnia. Aquesta planta va ser completada el 2016. Altres projectes en construcció inclouen plantes a Índia, Xile, Veneçuela i Mèxic.
L'empresa és co-propietat de l'empresa Substàncies Químiques d'Israel i Delek, després que Delek va comprar un 50% de la companyia el 2002. En 2014, ambdues entitats van aparaular vendre IDE Tecnologies a un inversor estranger per evitar el boicot dels països de la Lliga Àrab cap a l'Estat d'Israel.